# Steinsholtsjökull
Le Steinsholtsjökull est un glacier d'Islande constituant une langue glaciaire de l'Eyjafjallajökull, à l'est du Gígjökull.
Il s'écoule en direction du nord puis du nord-ouest et donne naissance à la rivière Steinsholtsá qui se jette dans le fleuve Markarfljót.